# 首泰建設
首泰建設股份有限公司（Sotai Real Estate Co., Ltd.），簡稱首泰建設，是位於臺北市內湖區北勢湖地段、承建大量建案工程於中山區大直地區的建築公司，成立於1992年。該公司主要於內湖、大直一帶從事開發及建設案。

## 歷史
首泰建設由創辦人羅秀雄成立於1992年。1997年，首個建案「奧林匹克」於北投區落成。1999年首個別墅案例「國家別墅」竣工。2006年，內湖科技園區的企業總部「首泰長發大樓」竣工。2015年羅秀雄辭世，企業由其遺孀羅李阿昭、次子羅永宜分任董、總二座共同經營，羅氏家族為虔誠佛光山信徒。2016年所推中山區案件「首泰地天泰」揭露單價成為該年上半年全臺灣豪宅案例第六高者。2020年5月，所推新北市中和區建案「首泰天喜」接待中心榮獲設計金獎。2023年3月，所推信義區建案「首泰信義」成為臺灣史上最貴的捷運聯開宅。

## 相關企業
- 睿泰建設：由創辦人長子羅永政經營[6]。

## 外部連結
- 首泰建設官網 （页面存档备份，存于）